# Dijon Football Côte-d'Or 2020-2021 (femminile)
Questa voce raccoglie le informazioni riguardanti il Dijon Football Côte-d'Or nelle competizioni ufficiali della stagione 2020-2021.

## Divise e sponsor
La grafica era la stessa utilizzata dalla squadra maschile del Digione. Main sponsor era Groupe Roger Martin, azienda operante nel settore movimento terra di Digione, mentre quello tecnico, forniture delle tenute da gioco era Lotto.
| Casa | Trasferta | 3ª divisa |

## Organigramma societario
Area tecnica
- Allenatore: Yannick Chandioux
- Vice allenatore: Pierre-Alain Picard
- Preparatore dei portieri: Pierre-Henry Coulon
- Preparatore atletico: Allex Humbertclaude
- Medico sociale: Marie Chevillard

## Rosa
Rosa, ruoli e numeri di maglia tratti dal sito societario aggiornati al 25 luglio 2020.
| N. |                        | Ruolo | Calciatrice        |
| -- | ---------------------- | ----- | ------------------ |
|    | Francia (bandiera)     | P     | Mylène Chavas      |
|    | Stati Uniti (bandiera) | A     | Sh'nia Gordon      |
|    | Francia (bandiera)     | D     | Léna Goetsch       |
|    | Francia (bandiera)     | C     | Hélène Fercocq     |
|    | Brasile (bandiera)     | A     | Carol Rodrigues    |
|    | Francia (bandiera)     | C     | Solène Barbance    |
|    | Francia (bandiera)     | C     | Léa Declercq       |
|    | Nigeria (bandiera)     | A     | Desire Oparanozie  |
|    | Francia (bandiera)     | D     | Ophélie Cuynet     |
|    | Stati Uniti (bandiera) | D     | Genessee Daughetee |
|    | Francia (bandiera)     | A     | Mylaine Tarrieu    |

| N. |                    | Ruolo | Calciatrice    |
| -- | ------------------ | ----- | -------------- |
|    | Francia (bandiera) | C     | Coline Stephen |
|    | Francia (bandiera) | D     | Noémie Carage  |
|    | Francia (bandiera) | P     | Maryne Gignoux |
|    | Francia (bandiera) | A     | Rose Lavaud    |
|    | Francia (bandiera) | A     | Inès Barrier   |
|    | Marocco (bandiera) | C     | Élodie Nakkach |
|    | Francia (bandiera) | C     | Élise Bonet    |
|    | Francia (bandiera) | D     | Amanda Chaney  |
|    | Francia (bandiera) | D     | Océane Daniel  |
|    | Marocco (bandiera) | C     | Salma Amani    |
|    | Francia (bandiera) | P     | Camille Pinel  |

## Calciomercato

### Sessione estiva
| Acquisti | Acquisti          | Acquisti                   | Acquisti    |
| R.       | Nome              | da                         | Modalità    |
| -------- | ----------------- | -------------------------- | ----------- |
| P        | Maryne Gignoux    | Fleury                     | definitivo  |
| D        | Margaux Vairon    | Paris FC [Primavera B (F)] | definitivo  |
| C        | Hélène Fercocq    | Metz                       | definitivo  |
| C        | Léa Khelifi       | Paris Saint-Germain        | in prestito |
| A        | Sh'nia Gordan     | Metz                       | definitivo  |
| A        | Desire Oparanozie | Guingamp                   | definitivo  |

| Cessioni | Cessioni         | Cessioni   | Cessioni   |
| R.       | Nome             | a          | Modalità   |
| -------- | ---------------- | ---------- | ---------- |
| P        | Émmeline Mainguy | Napoli     | definitivo |
| D        | Pauline Dechilly | Strasburgo | definitivo |

## Risultati

### Division 1

#### Girone di andata
| Arbitro: | Elbour |

|                        |           |            |
| Tandia 19’ Boudaud 26’ | Marcatori | 80’ Gordon |

| Arbitro: | Vanderstichel |

|                                    |           |           |
| Gordon 41’ Lavaud 53’ Barbance 89’ | Marcatori | 20’ Louis |

| Arbitro: | Rochebilière |

|                   |           |                           |
| Robert 89’ (rig.) | Marcatori | 72’ Oparanozie 79’ Lavaud |

| Arbitro: | Cruchon |

|  |           |                              |
|  | Marcatori | 54’ Luana 59’, 90’ Baltimore |

| Arbitro: | Beyer |

|                              |           |  |
| Parris 33’ Renard 87’ (rig.) | Marcatori |  |

| Arbitro: | Elbour |

|                         |           |                    |
| Gordon 25’ Barbance 56’ | Marcatori | 87’ Þorvaldsdóttir |

| Arbitro: | Romy Fournier |

|                                            |           |             |
| Lavogez 12’ Shaw 48’, 58’, 66’ Garbino 88’ | Marcatori | 6’ Declercq |

| Arbitro: | Vanderstichel |

|                |           |  |
| Oparanozie 36’ | Marcatori |  |

| Arbitro: | Catania |

|                            |           |  |
| Chapelle 40’ Le Garrec 55’ | Marcatori |  |

| Digione 5 dicembre 2020, ore 14:30 CET 10ª giornata | Digione | 0 – 0 referto | Stade Reims | Stade des Poussots (0 spett.)\| Arbitro: \| Elbour \| |
| Arbitro:                                            | Elbour  |               |             |                                                       |

| Arbitro: | Cruchon |

|                         |           |                                 |
| Viens 4’, 56’ Matéo 16’ | Marcatori | 28’ (aut.) Nnadozie 80’ Tarrieu |

#### Girone di ritorno
| Arbitro: | Guillot |

|              |           |  |
| Borgella 57’ | Marcatori |  |

| Arbitro: | Elbour |

|                             |           |                                  |
| Gordon 45’, 68’ Khelifi 85’ | Marcatori | 61’ (rig.) Léger 66’ Stapelfeldt |

| Arbitro: | Guillemin |

|  |           |                        |
|  | Marcatori | 19’ Gilles 71’ Snoeijs |

| Arbitro: | Catania |

|            |           |            |
| Fowler 66’ | Marcatori | 44’ Gordon |

| Arbitro: | Elbour |

|                                           |           |               |
| Oparanozie 67’ Cuynet 90+5’ Khelifi 90+8’ | Marcatori | 34’ Grabowska |

| Arbitro: | Vanderstichel |

|  |           |                                    |
|  | Marcatori | 25’ Kumagai 56’ Macario 79’ Malard |

| Arbitro: | Cruchon |

|  |           |                         |
|  | Marcatori | 18’ Gordon 20’ Barbance |

| Arbitro: | Fournier |

|                             |           |                |
| Carage 13’ (aut.) Gomes 29’ | Marcatori | 36’ Oparanozie |

| Arbitro: | Guillot |

|  |           |           |
|  | Marcatori | 56’ Matéo |

| Arbitro: | Beyer |

|                 |           |            |
| Khelifi 6’, 11’ | Marcatori | 16’ Cambot |

| Arbitro: | Victoria Beyer |

|                                    |           |  |
| Däbritz 8’ Paredes 61’ Huitema 90’ | Marcatori |  |

### Coppa di Francia
| Arbitro: | Rochebilière |

|                               |                      |                                  |
| Oparanozie 67’                | Marcatori            | 28’ Sällström                    |
| Declercq Lavaud Fercocq Amani | Tiri di rigore 4 – 2 | Thiney Gréboval Butel Laplacette |

## Statistiche

### Statistiche di squadra
| Competizione     | Punti | In casa | In casa | In casa | In casa | In casa | In casa | In trasferta | In trasferta | In trasferta | In trasferta | In trasferta | In trasferta | Totale | Totale | Totale | Totale | Totale | Totale | DR  |
| Competizione     | Punti | G       | V       | N       | P       | Gf      | Gs      | G            | V            | N            | P            | Gf           | Gs           | G      | V      | N      | P      | Gf     | Gs     | DR  |
| ---------------- | ----- | ------- | ------- | ------- | ------- | ------- | ------- | ------------ | ------------ | ------------ | ------------ | ------------ | ------------ | ------ | ------ | ------ | ------ | ------ | ------ | --- |
| Division 1       | 26    | 11      | 6       | 1       | 4       | 14      | 15      | 11           | 2            | 1            | 8            | 10           | 22           | 22     | 8      | 2      | 12     | 24     | 37     | -13 |
| Coppa di Francia | -     | 1       | 0       | 1       | 0       | 1       | 1       | -            | -            | -            | -            | -            | -            | 1      | 0      | 1      | 0      | 1      | 1      | 0   |
| Totale           | -     | 12      | 6       | 2       | 4       | 15      | 16      | 11           | 2            | 1            | 8            | 10           | 22           | 23     | 8      | 3      | 12     | 25     | 38     | -13 |

### Andamento in campionato
| Giornata  | 1 | 2 | 3 | 4 | 5 | 6 | 7 | 8 | 9 | 10 | 11 | 12 | 13 | 14 | 15 | 16 | 17 | 18 | 19 | 20 | 21 | 22 |
| --------- | - | - | - | - | - | - | - | - | - | -- | -- | -- | -- | -- | -- | -- | -- | -- | -- | -- | -- | -- |
| Luogo     | T | C | T | C | T | C | T | C | T | C  | T  | T  | C  | C  | T  | C  | C  | T  | T  | C  | C  | T  |
| Risultato | P | V | V | P | P | V | P | V | P | N  | P  | P  | V  | P  | N  | V  | P  | V  | P  | P  | V  | P  |
| Posizione | 9 | 8 | 5 | 6 | 9 | 4 | 6 | 6 | 7 | 6  | 7  | 8  | 7  | 8  | 8  | 8  | 9  | 8  | 8  | 8  | 8  | 8  |

Legenda:

Luogo: C = Casa; T = Trasferta. Risultato: V = Vittoria; N = Pareggio; P = Sconfitta.

### Statistiche delle giocatrici
| Giocatore          | Division 1 | Division 1 | Division 1  | Division 1 | Coppa di Francia | Coppa di Francia | Coppa di Francia | Coppa di Francia | Totale   | Totale | Totale      | Totale     |
| Giocatore          | Presenze   | Reti       | Ammonizioni | Espulsioni | Presenze         | Reti             | Ammonizioni      | Espulsioni       | Presenze | Reti   | Ammonizioni | Espulsioni |
| ------------------ | ---------- | ---------- | ----------- | ---------- | ---------------- | ---------------- | ---------------- | ---------------- | -------- | ------ | ----------- | ---------- |
| S. Amani           | 14         | 0          | 1           | 0          | 1                | 0                | 0                | 0                | 15       | 0      | 1           | 0          |
| S. Barbance        | 21         | 3          | 1           | 0          | 1                | 0                | 0                | 0                | 22       | 3      | 1           | 0          |
| I. Barrier         | 9          | 0          | 0           | 0          | -                | -                | -                | -                | 9        | 0      | 0           | 0          |
| É. Bonet           | 7          | 0          | 2           | 0          | 0                | 0                | 0                | 0                | 7        | 0      | 2           | 0          |
| N. Carage          | 15         | 0          | 1           | 0          | 1                | 0                | 0                | 0                | 16       | 0      | 1           | 0          |
| A. Chaney          | 1          | 0          | 0           | 0          | -                | -                | -                | -                | 1        | 0      | 0           | 0          |
| M. Chavas          | 21         | -36        | 0           | 0          | 0                | 0                | 0                | 0                | 21       | -36    | 0           | 0          |
| O. Cuynet          | 20         | 1          | 3           | 0          | 1                | 0                | 0                | 0                | 21       | 1      | 3           | 0          |
| O. Daniel          | 2          | 0          | 1           | 0          | -                | -                | -                | -                | 2        | 0      | 1           | 0          |
| G. Daughetee       | 16         | 0          | 0           | 0          | -                | -                | -                | -                | 16       | 0      | 0           | 0          |
| L. Declercq        | 21         | 1          | 1           | 0          | 1                | 0                | 0                | 0                | 22       | 1      | 1           | 0          |
| H. Fercocq         | 15         | 0          | 2           | 0          | 1                | 0                | 0                | 0                | 16       | 0      | 2           | 0          |
| M. Gignoux-Soulier | 1          | -1         | 0           | 0          | 1                | -1               | 0                | 0                | 2        | -2     | 0           | 0          |
| M-J. Girardot      | 1          | 0          | 0           | 0          | -                | -                | -                | -                | 1        | 0      | 0           | 0          |
| L. Goetsch         | 19         | 0          | 3           | 0          | 1                | 0                | 0                | 0                | 20       | 0      | 3           | 0          |
| S. Gordon          | 22         | 7          | 2           | 0          | 1                | 0                | 0                | 0                | 23       | 7      | 2           | 0          |
| L. Khelifi         | 16         | 4          | 1           | 0          | 1                | 0                | 0                | 0                | 17       | 4      | 1           | 0          |
| R. Lavaud          | 20         | 2          | 1           | 0          | 1                | 0                | 0                | 0                | 21       | 2      | 1           | 0          |
| É. Nakkach         | 21         | 0          | 5           | 0          | -                | -                | -                | -                | 21       | 0      | 5           | 0          |
| D. Oparanozie      | 18         | 4          | 3           | 0          | 1                | 1                | 1                | 0                | 19       | 5      | 4           | 0          |
| C. Pinel           | 0          | 0          | 0           | 0          | -                | -                | -                | -                | 0        | 0      | 0           | 0          |
| C. Stephen         | 12         | 0          | 1           | 0          | 1                | 0                | 0                | 0                | 13       | 0      | 1           | 0          |
| M. Tarrieu         | 9          | 1          | 0           | 0          | 1                | 0                | 0                | 0                | 10       | 1      | 0           | 0          |